# 毘罗补罗
毗罗补罗（雄壮城），另记作毘罗补罗，是占婆国757年至875年期间的首都。该城作为占婆国的首都只有百余年的时间，留下的文字记载并不多，所在位置大约位于如今的潘郎-塔占市南部，宁福县的福民市镇附近，但考古学界至今未明确其具体位置。碑志记载，毗罗补罗于公元787年被爪哇人所摧毁。